# Баггали, Натан
На́тан Ба́ггали (англ. Nathan Baggaley; род. 1975) — австралийский гребец-байдарочник, выступал за сборную Австралии в первой половине 2000-х годов. Участник двух летних Олимпийских игр, трёхкратный чемпион мира, победитель многих регат национального и международного значения. Подвергся двухлетней дисквалификации за нарушение антидопинговых правил и впоследствии был приговорён к длительным тюремным срокам за распространение наркотиков.

## Биография
Натан Баггали родился 6 декабря 1975 года в городе Байрон-Бей, штат Новый Южный Уэльс. Активно заниматься греблей начал в раннем детстве, проходил подготовку в местном каноэ-клубе под названием «Кпаэ-Байрон». На международных соревнованиях дебютировал в 1997 году.
Первого серьёзного успеха на взрослом международном уровне добился в 2000 году, когда попал в основной состав австралийской национальной сборной и благодаря череде удачных выступлений удостоился права защищать честь страны на домашних летних Олимпийских играх в Сиднее — в зачёте одиночных байдарок на дистанции 500 метров добрался до стадии полуфиналов, где финишировал четвёртым.
В 2002 году Баггали побывал на чемпионате мира в испанской Севилье, откуда привёз награду золотого достоинства, выигранную в одиночках на пятистах метрах. Год спустя на аналогичных соревнованиях в американском Гейнсвилле повторил это достижение и, кроме того, выиграл бронзу в одиночках на тысяче метрах. Будучи одним из лидеров гребной команды Австралии, благополучно прошёл квалификацию на Олимпийские игры 2004 года в Афинах — завоевал здесь две серебряные медали: занял второе место в полукилометровой гонке одиночек, проиграв в финале лишь канадцу Адаму ван Кувердену, и показал второй результат вместе с напарником Клинтом Робинсоном в полукилометровой гонке двоек, проиграв в решающем заезде экипажу из Германии. Также стартовал в одиночках на километре и здесь тоже был близок к призовым позициям, став четвёртым.
На мировом первенстве 2005 года в хорватском Загребе Натан Баггали в третий раз подряд получил титул чемпиона мира в одиночных байдарках на дистанции 500 метров и добавил в послужной список бронзу на дистанции 1000 метров. Тем не менее, двумя неделями позже его уличили в употреблении запрещённых препаратов станозолола и метандиенона, и Международная федерация гребли на байдарках и каноэ приняла решение о двухлетней дисквалификации.
По окончании дисквалификации Баггали планировал вернуться в большой спорт, но не смог этого сделать из-за серьёзных проблем с  законом. В феврале 2007 года полиция арестовала его во время поездки по Голд-Кост, обнаружив у него в машине 762 таблетки экстази. В июле его обвинили в краже байдарки одного из спортивных клубов Байрон-Бей, приговорив к шести месяцам условного лишения свободы и штрафу в 70 долларов за судебные издержки. В ноябре, в результате проведённого полицией рейда, Баггали со своим братом Дрю вновь был арестован, в общей сложности у них было обнаружено 28 тыс. таблеток экстази и килограмм порошка MDMA, использующегося для производства этого наркотика. В мае 2009 года суд признал бывшего спортсмена виновным в изготовлении и сбыте экстази и приговорил его к лишению свободы до двадцати лет. В итоге он вышел на свободу 2011 году, проведя в тюрьме только четыре года. Однако на свободе он оставался не долго, в ноябре 2013 года его вновь арестовали и обвинили по нескольким статьям, связанным с оборотом наркотиков.